# مايكل ماندو
مايكل ماندو (بالإنجليزية: Michael Mando؛ مواليد 1980/1981) هو ممثل كندي. اشتهر بأدواره مثل شخصية ناتشو فارغا في مسلسل إيه إم سي من الأفضل الاتصال بسول (2015–2022)، وفاس مونتينيغرو في لعبة الفيديو فار كراي (2012–2021)، وفيك شميت في سلسلة الخيال العلمي سواد اليتم (2013–2014)، وماك جارجان في سبايدرمان: العودة للوطن. حصل على جائزة الشاشة الكندية مرتين وجائزة نقابة ممثلي الشاشة.

## وصلات خارجية
- Michael Mando Official Site
- مايكل ماندو في قاعدة بيانات الأفلام على الإنترنت